# فیروز پژهان
فیروز پژهان (زاده ۱۰ مهر ۱۳۰۵ - درگذشته ۱۹۹۶ میلادی) وزنه‌بردار اهل ایران بوده‌است.
وی در بازی‌های المپیک تابستانی ۱۹۵۲ در وزن ۹۰–۸۲٫۵ کیلوگرم (Middle-heavyweight) شرکت کرده‌است، پژهان با زدن وزنه‌های ۱۲۰ کیلوگرم در یک‌ضرب و ۱۵۵ کیلوگرم در دو ضرب در مجموع در رتبه ۵ رده‌بندی کلی قرار گرفت. همچنین وی در بازی‌های المپیک تابستانی ۱۹۵۶ در وزن ۹۰+ کیلوگرم (Heavyweight) شرکت کرده‌است، منصوری با زدن وزنه‌های ۱۳۲٫۵ کیلوگرم در یک‌ضرب و ۱۷۰ کیلوگرم در دو ضرب در مجموع در رتبه ۴ رده‌بندی کلی قرار گرفت.